# Entrische Kirche
Entrische Kirche – jaskinia w Austrii, w Wysokich Taurach.
Nazwa związana jest z faktem, iż początkowy jej fragment używany był przez miejscową ludność w charakterze kościoła. Jaskinia służy jako zimowisko nietoperzy.